# Dia (fotografie)

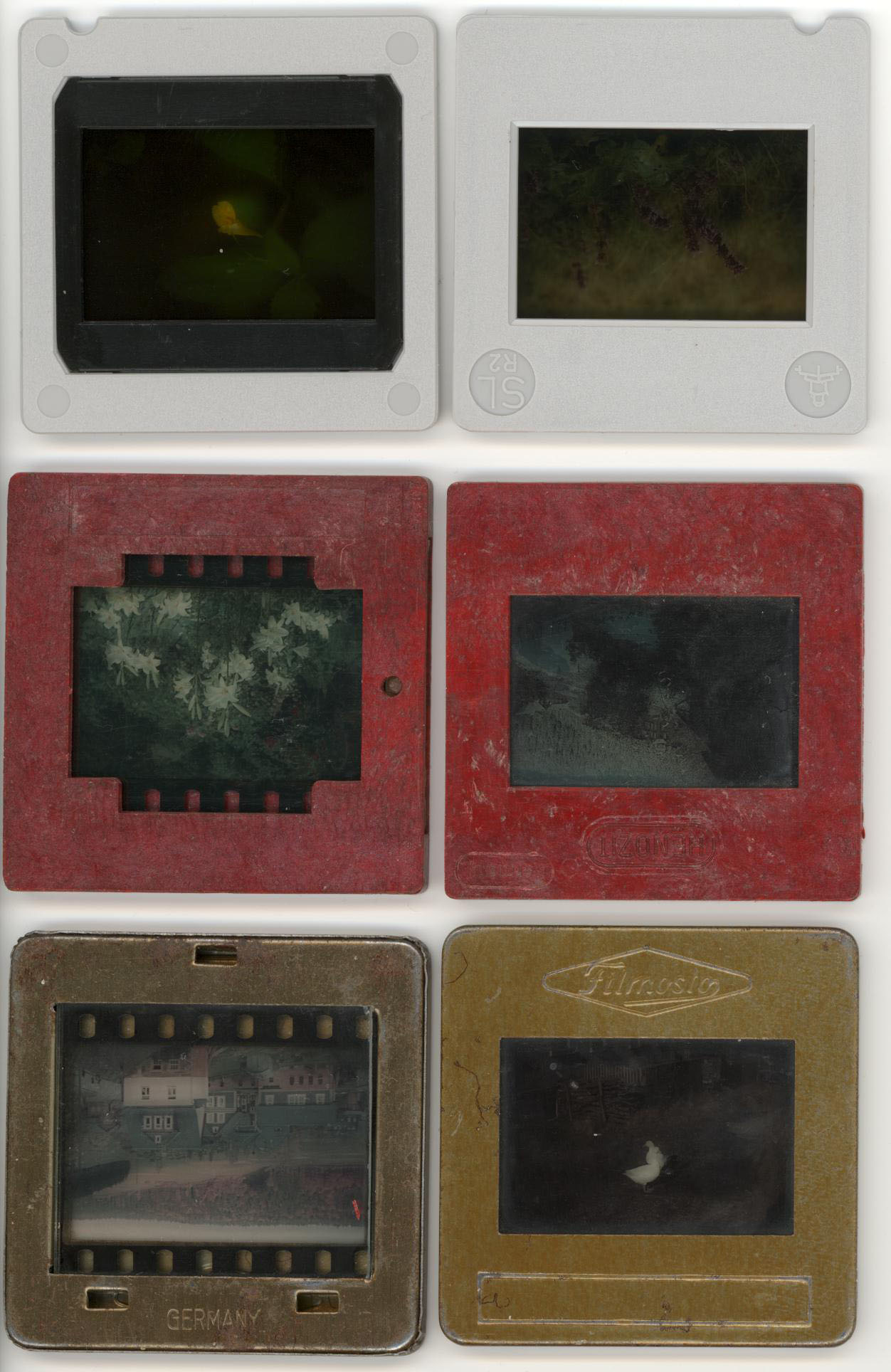
diaraampjes met dia's

Een dia (of diapositief) is een (met een zogenaamd omkeerprocedé) positief ontwikkelde kleuren- of zwart-witfoto op transparant materiaal.
Voordat de digitale camera gemeengoed werd werden kleurenfoto's voor publicatiedoeleinden meestal als dia gemaakt.
Om dia's te kunnen bekijken met een diaprojector of viewer worden ze ingeraamd in diaraampjes van bijvoorbeeld karton of plastic, die ook voorzien kunnen zijn van glaasjes om het dia vlak te houden. Zonder glas ziet men weleens dat een dia, onder invloed van de hitte van de projectielamp, uit de scherpte springt ("ploppen").
Een bijzondere vorm van diaprojectie is het "diaporama".
De eerste moderne diafilm was Kodachrome van Kodak (1936). Jarenlang gold de combinatie van Leica-camera's en -lenzen met Kodachromefilms als het summum van kleinbeeldfotografie.

## Van dia naar digitale camera
Door de snelle ontwikkeling van de digitale camera is het grootschalig gebruik van dia's tot een einde gekomen. Waar vroeger na afloop van een vakantie "dia-avonden" werden georganiseerd om familie en vrienden te laten delen in de vakantievreugde, worden nu foto's op websites geplaatst, zodat iedereen op zijn eigen computer de foto's kan bekijken. Ook kunnen deze digitale foto's worden vertoond op de televisie. Het woord "dia" is nog terug te vinden in de aanduiding "diashow" (ook wel slideshow). Hiermee wordt bedoeld dat de foto's automatisch als serie kunnen worden bekeken. Het aantal seconden dat een foto zichtbaar is, kan daarbij worden ingesteld.

## Dia's omzetten naar een digitaal bestand
Hiervoor zijn inmiddels diverse modellen in de handel: goedkope modellen maken een 'digitale foto' direct op een CCD terwijl duurdere modellen echt als scanner fungeren. De verwerkingssnelheid ligt bij een professionele dia scanner dan ook beduidend lager maar levert wel een eindresultaat met een veel hoger dynamisch bereik.  
De prijzen variëren van een paar euro tot vele duizenden euro's.